# Tachyeres
Tachyeres is een geslacht van vogels uit de familie eenden, ganzen en zwanen (Anatidae). Het geslacht telt vier soorten.

## Soorten
- Tachyeres brachypterus – Falklandbooteend
- Tachyeres leucocephalus – Witkopbooteend
- Tachyeres patachonicus – Vliegende booteend
- Tachyeres pteneres – Reuzenbooteend